# Besim Korkut
Besim-efendija Korkut (25. listopadu 1904 Travnik, Bosna a Hercegovina – 3. listopadu (někdy uváděno 2. listopadu) 1975 Sarajevo, Socialistická federativní republika Jugoslávie) byl bosenskohercegovský islámský teolog, spisovatel, překladatel a pedagog bosňáckého původu. Je autorem nejrozšířenějšího překladu Kurʼánu do srbochorvatšiny, resp. bosenštiny.

## Životopis
Narodil se do travnické rodiny s bohatou tradicí islámské vzdělanosti. Jeho otec Ahmed Munib-efendija (1848?–1925), ředitel v muslimské základní škole, ruždii, pak mudarris (učitel) v travnické medrese a nakonec člen Ulema-medžlisu Islámského společenství v Bosně a Hercegovině, se oženil s Šehidou/Šahidou Biščević, s níž přivedl na svět tři syny (Sakib, 1884–1929, Derviš, 1888–1969, a Hamdija). V druhém manželství s Arifou Oručovou se narodili synové Besim, 1904–1975, a Hazim. Vedle to měl pět dcer. Ahmedův bratr Muhamed Hazim-efendija byl v letech 1877–1914 travnickým muftím, stejně jako jejich otec Derviš Muhamed-efendija (1830–1877).
Besim se narodil v Travniku (některé zdroje mylně uvádějí Sarajevo). Ruždii, islámskou základní školu, navštěvoval v Travniku, Okružní medresu v Sarajevu (otevřena 1916, od 1922 jako Vyšší medresa, 1924 zrušena), kde byl ředitelem jeho bratr Sakib a učitelem bratr Derviš. Mezi lety 1920 a 1925 navštěvoval Šarí'atskou soudní školu v Sarajevu. V letech 1925–1931 studoval na káhirské Univerzitě al-Azhar. Po návratu do vlasti se stal suplentem v Šarí'atské soudní škole (11. září 1931–28. června 1937), kde přednášel arabský jazyk, stylistiku, šarí'atské právo, aqaid a dějiny islámu, a do toho byl jistý čas i učitelem náboženství v Prvním chlapeckém gymnáziu v Sarajevu. Po uzavření soudní školy (1937) byl umístěn do Šarí'atského gymnázia v Sarajevu a hned nato do mostarského gymnázia jako učitel náboženství (do 1940), pak znovu do Šarí'atského gymnázia, kde setrval až do roku 1944. Vedle toho přednášel ve Vyšší šarí‘atsko-teologické škole (Viša islamska šerijatska-teološka škola). Následně odešel na území pod kontrolou komunistických partyzánů.
Po osvobození pracoval v Ministerstvu školství Lidové vlády Bosny a Hercegoviny (1945–1947) a nato ve Výboru pro vysoké školy a vědecká pracoviště (1947–1950). Krátce po založení Orientálního ústavu v Sarajevu byl přijat do jeho řad (1951) a zůstal v něm až do odchodu do penze (1. března 1969). Za působení v ústavu honorárně přednášel na Katedře orientalistiky Filozofické fakulty Univerzity v Sarajevu.
Roku 1934 se zúčastnil výběrového řízení na novou učebnici islámského náboženství pro sedmý ročník středních škol, které pořádal Ulema-medžlis, nejvyšší rada Islámského společenství. Publikace byla vydána o rok později. V této době začal hojněji přispívat i do islámských periodik. Roku 1952 vydal Mluvnici arabského jazyka pro klasická gymnázia.
Poslední dvě desetiletí svého života věnoval překladu Kurʼánu. Kvůli neshodám s tehdejším reisu-l-ulemou Selejman-efendijou Kemurou kniha vyšla až roku 1977, dva roky po autorově smrti. Ve své době se jednalo o první přímý a úplný překlad z arabského jazyka.
Besim zemřel 3. listopadu 1975 v Sarajevu. Nekrolog v časopisu Příspěvky k orientální filologii (Prilozi za orijentalnu filologiju) uvádí 30. listopadu, což je zjevný překlep. Náboženský obřad spojený s pohřbem byl totiž vystrojen hned 4. listopadu.

## Dílo
- Kratak pregled povijesti Islama (Stručný přehled dějin islámu, Sarajevo 1935)
- Istorija Islama: udžbenik islamske vjeronauke za VII razred srednjih škola (Dějiny islámu: učebnice islámského náboženství pro VII. ročník středních škol. Sarajevo 1935)
- Gramatika arapskog jezika: za I i II razred klasične gimnazije (Mluvnice arabského jazyka pro I. a II. ročník klasického gymnázia, Sarajevo 1952)
- Arapski dokumenti u Državnom arhivu u Dubrovniku. Knj. 1, Sv. 1, Dokumenti o odnosima Dubrovnika i Maroka (Arabské dokumenty ve Státních archivu v Dubrovníku. Sv. 1., Dokumenty o vztazích Dubrovníku s Marokem, Sarajevo 1960)
- Arapski dokumenti u državnom arhivu u Dubrovniku. Knj. 1, sv. 2, Dokumenti o odnosima Dubrovnika s Alžirom, Tripolisom i Egiptom (Arabské dokumenty ve Státních archivu v Dubrovníku. Sv. 2., Dokumenty o vztazích Dubrovníku s Alžírskem, Tripolskem a Egyptem, Sarajevo 1961)
- Arapski dokumenti u Državnom arhivu u Dubrovniku. Knj. 1, Sv. 3, Osnivanje Dubrovačkog konzulata u Aleksandriji (Arabské dokumenty ve Státních archivu v Dubrovníku. Sv. 3., Založení Dubrovnického konzulátu v Alexandrii, Sarajevo 1969)

### překlady z arabštiny
- Bejdeba (česky Višnušarman): Kelila i Dimna: stare indiske pripovijetke (Kalíla a Dimna: staré indické vyprávění, Sarajevo 1953, Sarajevo 1997)
- Šeherzada i druge bajke iz "1001 noći" (Šeherezáda a jiná vyprávění z 1001 noci, Beograd 1953)
- Ali Baba i četrdeset razbojnika (Alí Baba a čtyřicet loupežníků, Beograd 1953)
- Čarobni konj; Hasan Zlatar (Čarovný kůň; Zlatník Hasan, Beograd 1953)
- Sindabad Moreplovac; Ali Šar i lepa Zumruta (Námořník Sindibád; Alí Šar a krásná Zumruta, Beograd 1953)
- Arapske šaljive pripovijetke i basne (Arabské humorné příběhy a bajky, Sarajevo 1955)
- Šeherzada priča (Šeherezáda vypráví, Sarajevo 1955)
- Priča o Aliji iz Kaira; Priča o Hasanu Užaru; Sejfulmuluk i Bediatuldžemala: bajke iz "1001 noći" (Příběh o Alím z Káhiry; Příběh o Hasanu Udžarovi; Sajfulmuluk i Bediatuldžamala, Beograd 1955)
- Ženidba kralja Bedra; Basima; Dževder i njegova braća: bajke iz "1001 noći" (Svadba krále Badra; Basima; Džavdar a jeho bratři, Beograd 1955)
- Priča o Ali hodžinim maslinkama; Abukir i Abusir; Kraljević Ahmed i vila Peri: bajke iz "1001 noći" (Příběh o olivách Alí-hodži; Abukír a Abusír; Kralevic Ahmed a víla Peri, Beograd 1955)
- Indiske basne (Indické bajky, Sarajevo 1957)
- Bajke iz 1001 noći (Pohádky z 1001 noci, Beograd 1959, 2016)
- Stare arapske pripovetke (Stará arabská vyprávění, Sarajevo 1960)
- Arabljanske ljubavne priče (Arabská milostná vyprávění, Sarajevo 1960)
- Hiljadu i jedna noć: odabrane i priređene priče (Tisíc a jedna noc: vybraná a upravená vyprávění, některé části přeložil Besim Korkut, zbytek z němčiny Stanislav Vinaver a Ljubinka Pavlović, Beograd 1971)
- Kurʼan (Kurʼán, Sarajevo, 1977, 1984, 1987, 1989, 1991, 2000, 2001, 2005, 2007, 2009, 2012, 2017, Medina 1991, Tuzla 1993, Novi Pazar 2011)
- Hiljadu i jedna noć: izbor (Tisíc a jedna noc: výbor, Sarajevo 1990)
- Hiljadu i jedna noć: izbor (Tisíc a jedna noc: výbor, přeložili Besim Korkut a Fehim Spaho, Gornji Milanovac 2016)